# 北林区

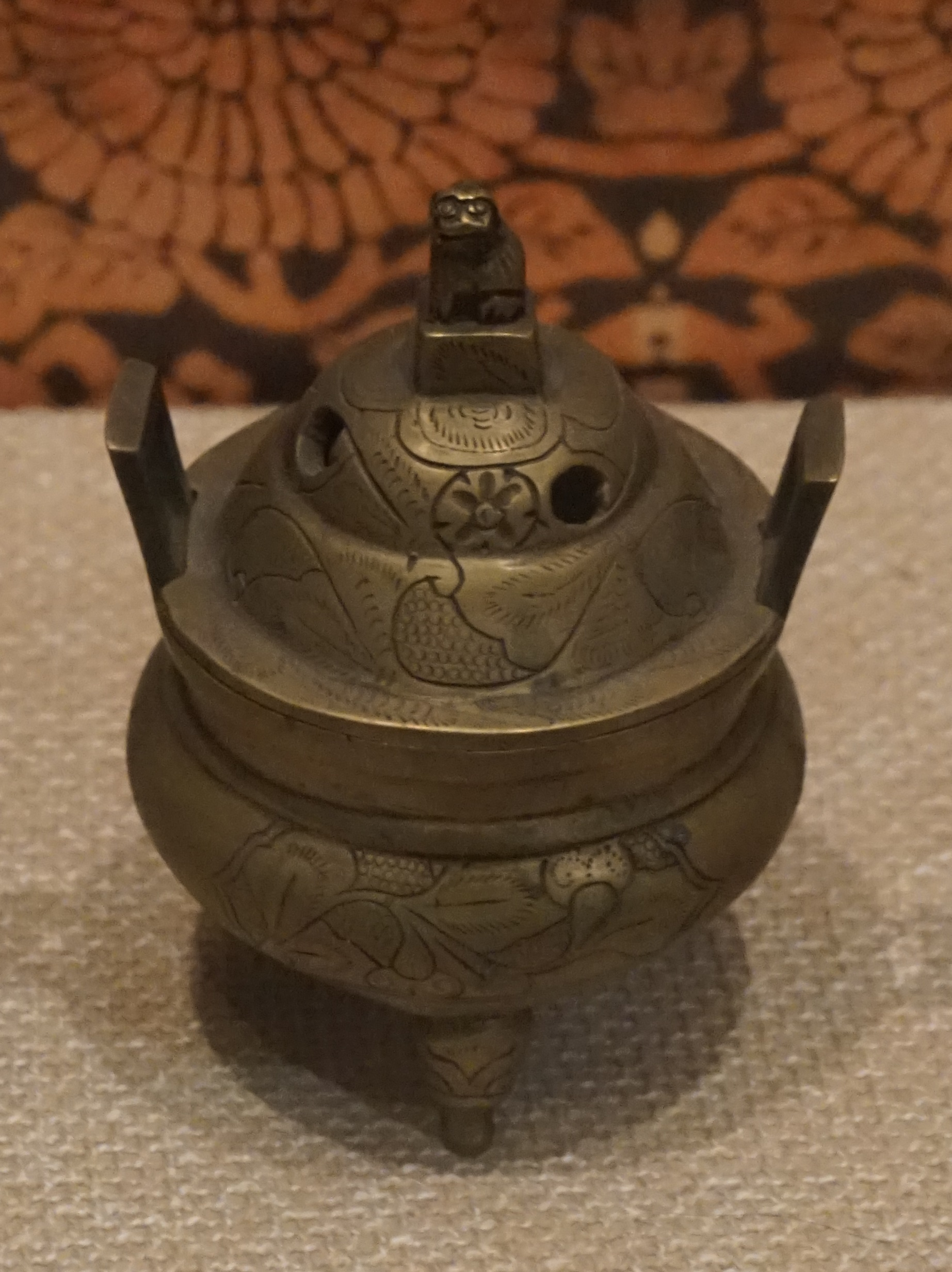
番莲纹兽首三足铜香炉，北林区征集

北林区是黑龙江省绥化市下辖的一个市辖区。区人民政府駐大有街道人和街96號。

## 行政区划
北林区下辖12个街道办事处、15个镇、3个乡、2个民族乡：
紫来街道、爱路街道、大有街道、吉泰街道、东兴街道、北林街道、朝旭街道、春雷街道、北辰街道、康庄街道、先锋街道、东城街道、宝山镇、绥胜镇、西长发镇、永安镇、太平川镇、秦家镇、双河镇、三河镇、四方台镇、津河镇、张维镇、东津镇、东富镇、兴福镇、三井镇、红旗满族乡、连岗乡、新华乡、五营乡、兴和朝鲜族乡和绥化局直。

## 人口
根據第七次人口普查數據，截至2020年11月1日零時，北林區常住人口為698025人。

## 农业
北林区的寒地香米是历经20多年研究培育、经国家审定、世界最高纬度的省内首个香稻品种，2019年10月中国粮食协会授予北林区“中国寒地香米之乡”荣誉称号。